# Sorelle brianzole
Sorelle brianzole è un dipinto di Anselmo Bucci. Eseguito nel 1932, appartiene alle collezioni d'arte della Fondazione Cariplo.

## Descrizione
Il dipinto gioca sul contrasto tra la figurazione precisa del volto e delle mani della figura rivolta verso l'osservatore e la fantasiosità della raffigurazione delle vesti, riccamente decorate e colorate, occasione per creare dei veri e propri arabeschi ai limiti dell'astrazione. Originale è anche la composizione complessiva, un doppio ritratto in cui uno dei soggetti è raffigurato di spalle.